# Pongé
Pongé ist ein sehr feines Naturseiden-Gewebe in Taftbindung. Dieses Taftgewebe hat ein Gewicht von 30 bis 50 g/m². Die Bindung erfolgt ohne Fadenverdickungen mit einer etwas höheren Kett- als Schussdichte.
Gute Qualitäten werden ganz ohne Erschwerung oder höchstens mit einer Pari-Erschwerung ausgerüstet.
Ein Produktionszentrum für Pongé ist die japanische Region Kantō, wo ein ideales Klima für Maulbeerbäume und damit zur Zucht der Seidenraupen herrscht. Namentlich in den Städten Yūki und Oyama wird unter dem Namen Yūki-tsumugi (jap. 結城紬) eine Rohseidenart hergestellt, deren Rohmaterial aus deformierten Kokons gewonnen wird und die auf Rückenbandwebrahmen gewebt werden. 2010 wurde Yūki-tsumugi, eine Herstellungstechnik für Seidenstoffe in die UNESCO-Liste des immateriellen Kulturerbes der Menschheit aufgenommen.